# Alberto Bovone
Alberto Bovone (ur. 11 czerwca 1922 we Frugarolo, zm. 17 kwietnia 1998 w Rzymie) – włoski duchowny katolicki, kardynał, prefekt Kongregacji Spraw Kanonizacyjnych.
Święcenia kapłańskie otrzymał 26 maja 1945 roku. Studiował prawo kanoniczne na rzymskim Uniwersytecie św. Tomasza z Akwinu Angelicum, gdzie uzyskał doktorat. w 1951 roku rozpoczął pracę w Kurii Rzymskiej w Kongregacji ds. Duchowieństwa. Pełnił funkcję sekretarza specjalnego Synodu Biskupów w 1971 roku, który obradował na temat posługi kapłańskiej. W 1973 roku został mianowany podsekretarzem Kongregacji Nauki Wiary, a 5 kwietnia 1984 roku sekretarzem tej dykasterii, otrzymując jednocześnie godność arcybiskupa tytularnego Cesarea di Numidia. Sakrę biskupią otrzymał 12 maja 1984 z rąk kard. Josepha Ratzingera. 13 czerwca 1995 roku został mianowany proprefektem Kongregacji Spraw Kanonizacyjnych. Po kreowaniu go 21 lutego 1998 kardynałem – prefektem tej dyskasterii. Ponieważ w chwili nominacji był już bardzo chory, otrzymał insygnia kardynalskie w szpitalnej kaplicy z rąk kard. Angela Sodano. Zmarł dwa miesiące po konsystorzu 17 kwietnia 1998 roku.
Źródło
- L`Osservatore Romano, wydanie polskie, rok XIX, nr.4(202)1998, Nowi Kardynałowie
- Wielka Encyklopedia Jana Pawła II, Edipresse Warszawa 2005, ISBN 83-7298-643-6